# 송영선 (1951년)
송영선(1951년 5월 14일 ~ )은 대한민국의 정치인이다. 제46·47대 진안군수를 역임했다.

## 역대 선거 결과
|  | 41.02% |

|  | 41.11% |

|  | 34.97% |

|  | 45.97% |

|  | 45.55% |

|  | 29.99% |